# Шелдон, Чарльз
Чарльз Шелдон (англ. Charles Sheldon; 1655 — 1739, Карлскруна) — шведский кораблестроитель английского происхождения, сын Фрэнсиса Шелдона и отец Гилберта Шелдона.
В 1692 году Чарльз Шелдон занял должность кораблестроителя шведского военно-морского флота, которая ранее принадлежала его старшему брату Фрэнсису (ум. 1692). За время своей карьеры он построил не менее 59 судов. Благодаря ему шведское кораблестроение достигло таких успехов, что у Швеции пропала необходимость выписывать иностранных специалистов из-за границы. Однако его деятельность не ограничивалась исключительно постройкой кораблей. В 1724 году он завершил строительство большого корабельного дока в Карлскруна, который иногда ещё называли «восьмым чудом света».
Умер в 1739 году в Карлскруне.